# Rouvres-en-Multien
Pour les articles homonymes, voir Rouvres.
Rouvres-en-Multien est une commune française située dans le département de l'Oise en région Hauts-de-France.

## Géographie
| Boullarre        | Thury-en-Valois               | Mareuil-sur-Ourcq |
| Rosoy-en-Multien | Rouvres-en-Multien            | Neufchelles       |
|                  | May-en-Multien Seine-et-Marne | Varinfroy         |

### Hydrographie
La commune est située dans le bassin Seine-Normandie. Elle est drainée par la Gergogne et le fossé 01 de Ramonets,,.
La Gergogne, d'une longueur de 12 km, prend sa source dans la commune de Bouillancy et se jette  dans l'Ourcq à May-en-Multien, après avoir traversé six communes. 

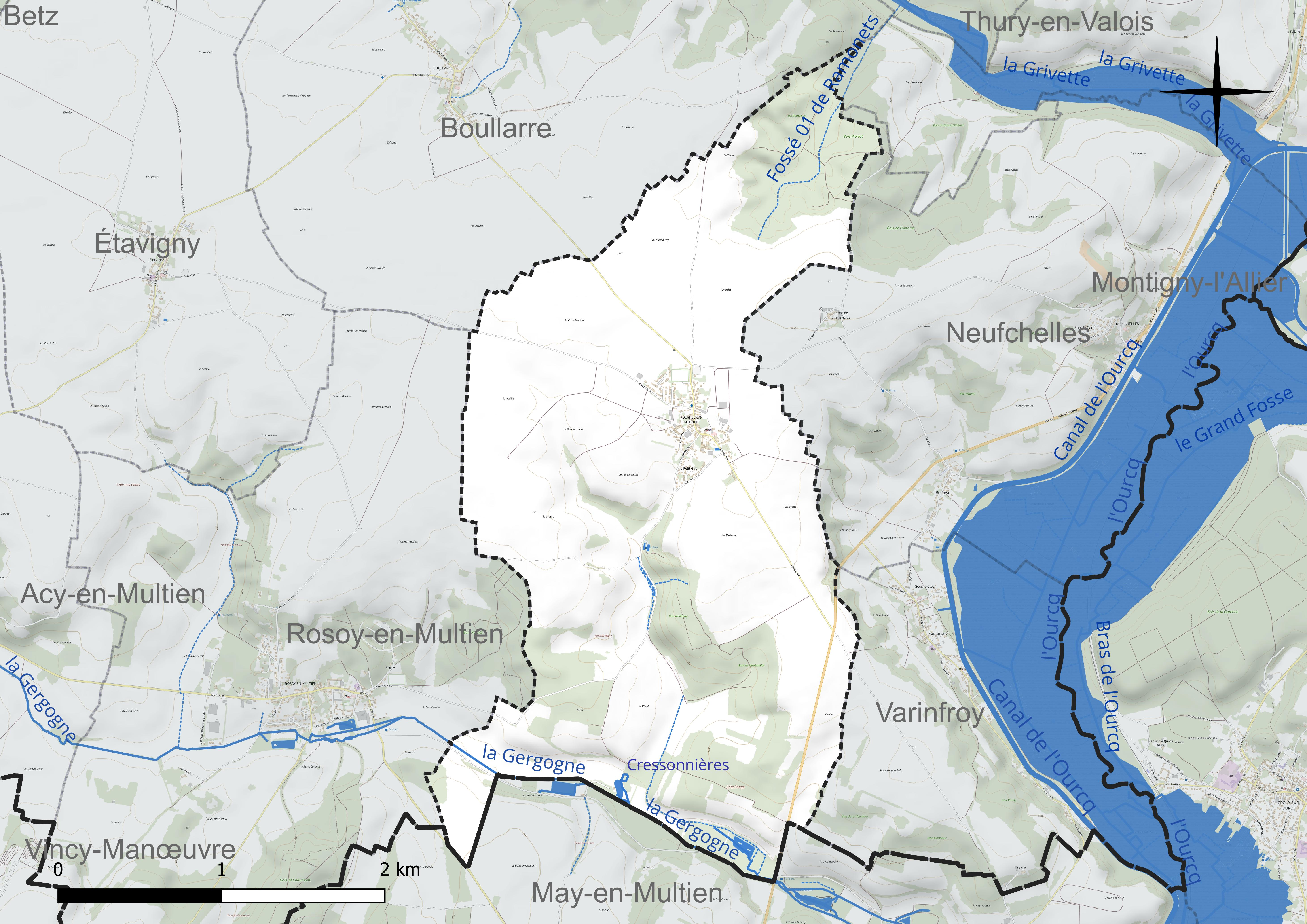
Réseau hydrographique de Rouvres-en-Multien.

Un plan d'eau complète le réseau hydrographique : Cressonnières (0 ha),.

### Climat
Pour des articles plus généraux, voir Climat des Hauts-de-France et Climat de l'Oise.
En 2010, le climat de la commune est de type climat océanique dégradé des plaines du Centre et du Nord, selon une étude du CNRS s'appuyant sur une série de données couvrant la période 1971-2000. En 2020, Météo-France publie une typologie des climats de la France métropolitaine dans laquelle la commune est exposée à un climat océanique altéré et est dans la région climatique  Nord-est du bassin Parisien, caractérisée par un ensoleillement médiocre, une pluviométrie moyenne régulièrement répartie au cours de l'année et un hiver froid (3 °C). 
Pour la période 1971-2000, la température annuelle moyenne est de 10,7 °C, avec une amplitude thermique annuelle de 14,8 °C. Le cumul annuel moyen de précipitations est de 764 mm, avec 11,4 jours de précipitations en janvier et 8,5 jours en juillet. Pour la période 1991-2020, la température moyenne annuelle observée sur la station météorologique la plus proche, située sur la commune de Changis-sur-Marne à 17 km à vol d'oiseau, est de 11,9 °C et le cumul annuel moyen de précipitations est de 710,1 mm,. Pour l'avenir, les paramètres climatiques de la commune estimés pour 2050 selon différents scénarios d'émission de gaz à effet de serre sont consultables sur un site dédié publié par Météo-France en novembre 2022.

## Urbanisme

### Typologie
Au 1er janvier 2024, Rouvres-en-Multien est catégorisée commune rurale à habitat dispersé, selon la nouvelle grille communale de densité à sept niveaux définie par l'Insee en 2022.
Elle est située hors unité urbaine. Par ailleurs la commune fait partie de l'aire d'attraction de Paris, dont elle est une commune de la couronne,. 

### Occupation des sols
L'occupation des sols de la commune, telle qu'elle ressort de la base de données européenne d'occupation biophysique des sols Corine Land Cover (CLC), est marquée par l'importance des territoires agricoles (72,3 % en 2018), une proportion identique à celle de 1990 (72,3 %). La répartition détaillée en 2018 est la suivante : 
terres arables (70,1 %), forêts (24 %), zones urbanisées (3,7 %), prairies (2,2 %). L'évolution de l'occupation des sols de la commune et de ses infrastructures peut être observée sur les différentes représentations cartographiques du territoire : la carte de Cassini (XVIIIe siècle), la carte d'état-major (1820-1866) et les cartes ou photos aériennes de l'IGN pour la période actuelle (1950 à aujourd'hui).

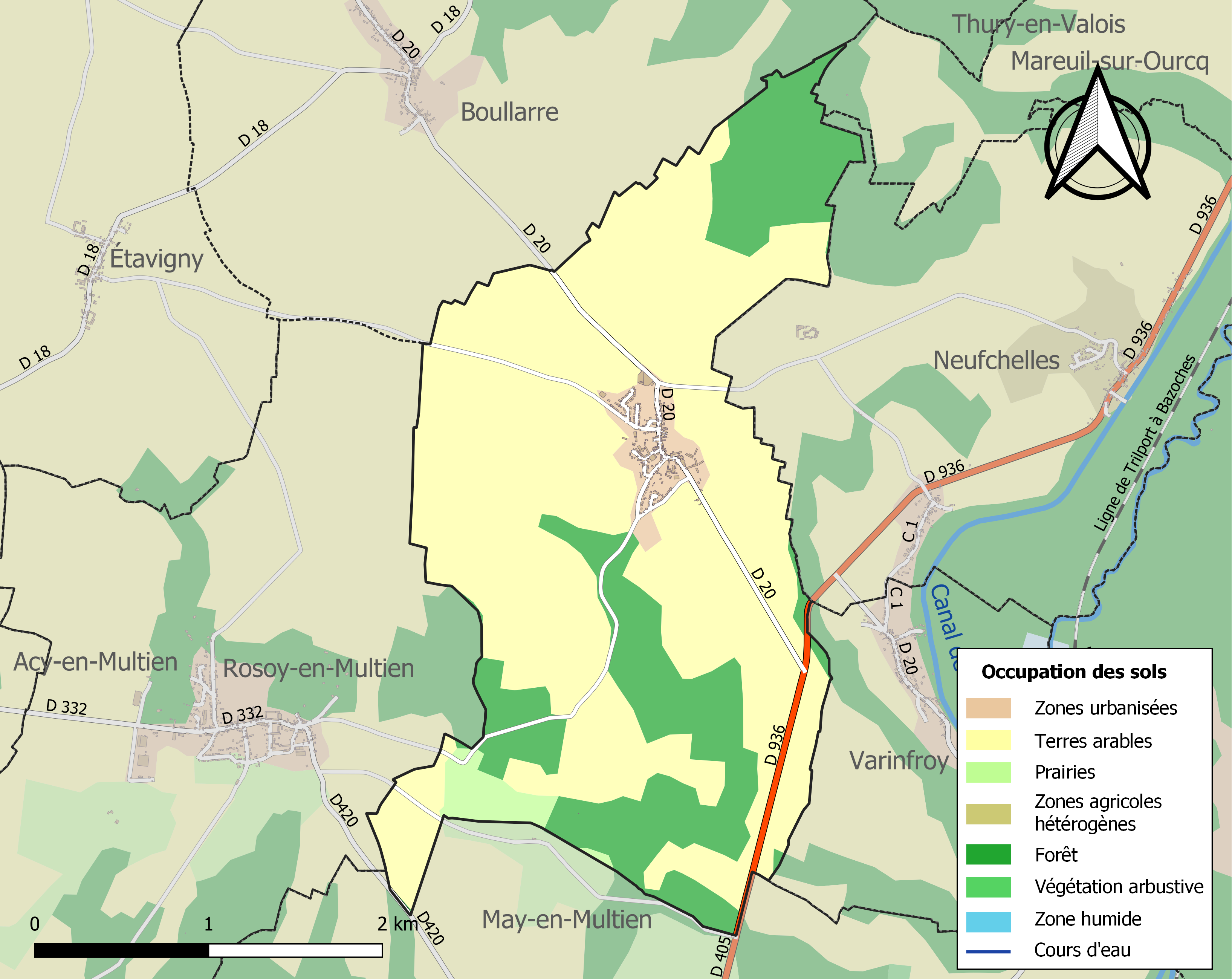
Carte des infrastructures et de l'occupation des sols de la commune en 2018 (CLC).

### Voies de communication et transports
La commune est desservie, en 2023, par la ligne 6432 du réseau interurbain de l'Oise.

## Toponymie
Attestée sous les formes Roverae in Multiano, Rouvrae, Rouver, Ruvres en 1193, Rouveriae, Rouras, Reuvre, Rouvre. Par décret du 26 mars 1993, Rouvres, en un seul mot, s'est appelée officiellement Rouvres-en-Multien.
Le Multien est un pays traditionnel du Bassin parisien, répertorié dans la grande région naturelle d'Île-de-France.

## Politique et administration
| Période                                  | Période  | Identité        | Étiquette    | Qualité                                                             |
| ---------------------------------------- | -------- | --------------- | ------------ | ------------------------------------------------------------------- |
| Les données manquantes sont à compléter. |          |                 |              |                                                                     |
| avant 1981                               | 2008     | Guy Moreau      | DVG puis DVD | Directeur d'école Conseiller général du canton de Betz (1972 →2001) |
| 2008                                     | En cours | Jean-Luc Legris |              |                                                                     |

## Population et société

### Démographie

#### Évolution démographique
L'évolution du nombre d'habitants est connue à travers les recensements de la population effectués dans la commune depuis 1793. Pour les communes de moins de 10 000 habitants, une enquête de recensement portant sur toute la population est réalisée tous les cinq ans, les populations de référence des années intermédiaires étant quant à elles estimées par interpolation ou extrapolation. Pour la commune, le premier recensement exhaustif entrant dans le cadre du nouveau dispositif a été réalisé en 2008.

En 2022, la commune comptait 472 habitants, en évolution de +2,61 % par rapport à 2016 (Oise : +0,87 %, France hors Mayotte : +2,11 %).
| 1793 | 1800 | 1806 | 1821 | 1831 | 1836 | 1841 | 1846 | 1851 |
| ---- | ---- | ---- | ---- | ---- | ---- | ---- | ---- | ---- |
| 291  | 306  | 305  | 325  | 321  | 274  | 287  | 273  | 268  |

| 1856 | 1861 | 1866 | 1872 | 1876 | 1881 | 1886 | 1891 | 1896 |
| ---- | ---- | ---- | ---- | ---- | ---- | ---- | ---- | ---- |
| 256  | 261  | 261  | 251  | 258  | 237  | 248  | 238  | 222  |

| 1901 | 1906 | 1911 | 1921 | 1926 | 1931 | 1936 | 1946 | 1954 |
| ---- | ---- | ---- | ---- | ---- | ---- | ---- | ---- | ---- |
| 225  | 204  | 223  | 184  | 204  | 224  | 215  | 221  | 187  |

| 1962 | 1968 | 1975 | 1982 | 1990 | 1999 | 2006 | 2008 | 2013 |
| ---- | ---- | ---- | ---- | ---- | ---- | ---- | ---- | ---- |
| 204  | 202  | 241  | 305  | 407  | 481  | 476  | 475  | 466  |

| 2018 | 2022 | - | - | - | - | - | - | - |
| ---- | ---- | - | - | - | - | - | - | - |
| 469  | 472  | - | - | - | - | - | - | - |

#### Pyramide des âges
La population de la commune est relativement jeune.
En 2018, le taux de personnes d'un âge inférieur à 30 ans s'élève à 41,4 %, soit au-dessus de la moyenne départementale (37,3 %). À l'inverse, le taux de personnes d'âge supérieur à 60 ans est de 16,2 % la même année, alors qu'il est de 22,8 % au niveau départemental.
En 2018, la commune comptait 239 hommes pour 230 femmes, soit un taux de 50,96 % d'hommes, largement supérieur au taux départemental (48,89 %).
Les pyramides des âges de la commune et du département s'établissent comme suit.
| Hommes | Classe d’âge | Femmes |
| ------ | ------------ | ------ |
| 0,4    | 90 ou +      | 0,0    |
| 3,3    | 75-89 ans    | 3,0    |
| 13,4   | 60-74 ans    | 12,2   |
| 18,4   | 45-59 ans    | 20,9   |
| 23,0   | 30-44 ans    | 22,6   |
| 15,1   | 15-29 ans    | 17,4   |
| 26,4   | 0-14 ans     | 23,9   |

| Hommes | Classe d’âge | Femmes |
| ------ | ------------ | ------ |
| 0,5    | 90 ou +      | 1,4    |
| 5,5    | 75-89 ans    | 7,6    |
| 15,6   | 60-74 ans    | 16,3   |
| 20,8   | 45-59 ans    | 20     |
| 19,4   | 30-44 ans    | 19,4   |
| 17,6   | 15-29 ans    | 16,2   |
| 20,6   | 0-14 ans     | 19,1   |

## Lieux et monuments

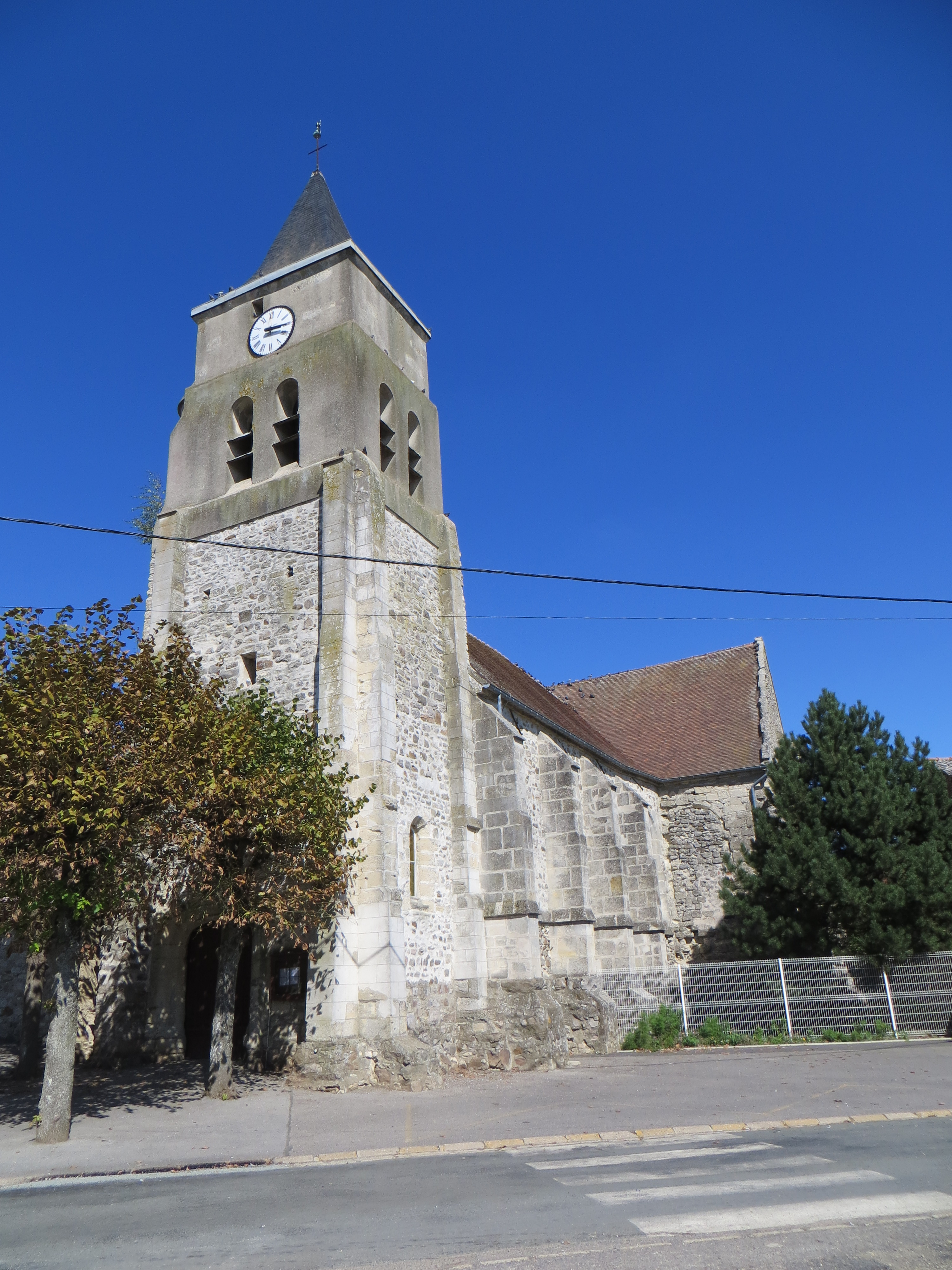
L'église Saint-Faron.

- Église Saint-Faron, de style Renaissance homogène, avec traces d'une construction antérieure du XIIe siècle. Double transept, reposant sur deux piliers circulaires. Vitrail de la Crucifixion, classé Monument Historique[23].